# Protichka
Protichka (del ruso: Протичка) es un jútor del raión de Krasnoarméiskaya, en el sur de Rusia. Está situado en el delta del Kubán, en la orilla derecha de su distributario Protoka, frente a Baranikovski y Neshadímovski, 11 km al oeste de Poltávskaya y 83 al noroeste de Krasnodar, la capital del krai. Tenía 2 472 habitantes en 2010
Es cabeza del municipio Protichkinskoye, al que pertenecen asimismo Elitni, Zavetnoye, Kazachi Yerik, Prirechie. En su conjunto el municipio cubre una superficie de 119.25 km².

## Historia
La primera mención de asentamiento en el lugar de Protichka data de 1886. Según el censo de 1917 había dieciocho hogares. En 1924 contaba con 570 habitantes. En la época de la colectivización de la tierra en la Unión Soviética, Poltávskaya fue incluida en las listas negras de sabotaje en 1932 por lo que parte de su población fue represaliada, deportada o muerta de hambre. 
Durante la Gran Guerra Patria, fue ocupada el 9 de agosto de 1942 por tropas rumanas a las órdenes de la Alemania Nazi y liberada el 9 de marzo de 1943 por las tropas del Ejército Rojo soviético. Se establecieron los koljoses Kaganovich y Frunze, que se unieron con el nombre de este último en la década de 1950. Fue rebautizado como koljós arrocero Poltavski en enero de 1964.

## Servicios sociales
El municipio cuenta con dos escuelas, dos jardines de infancia, dos Casas de Cultura, un ambulatorio y dos bibliotecas, entre otros establecimientos.